# William Koenig
William Edward Koenig (ur. 17 sierpnia 1956 w Queens) – amerykański duchowny katolicki, biskup diecezjalny Wilmington od 2021.

## Życiorys

### Prezbiterat
Święcenia kapłańskie otrzymał 14 maja 1983 i został inkardynowany do diecezji Rockville Centre. Pracował głównie jako duszpasterz parafialny. W latach 1989–1996 pracował w diecezjalnej kurii, odpowiadając za duszpasterstwo powołań i za posługę kapłańską. W 2020 został mianowany wikariuszem biskupim ds. duchowieństwa.

### Episkopat
30 kwietnia 2021 papież Franciszek mianował go biskupem diecezjalnym Wilmington. Sakry biskupiej udzielił mu 13 lipca 2021 roku arcybiskup William Lori.